# Mšecké Žehrovice
Mšecké Žehrovice (deutsch Kornhaus Scherowitz) ist eine Gemeinde in Tschechien. Sie liegt vier Kilometer nordöstlich von Nové Strašecí und gehört zum Okres Rakovník.

## Geographie

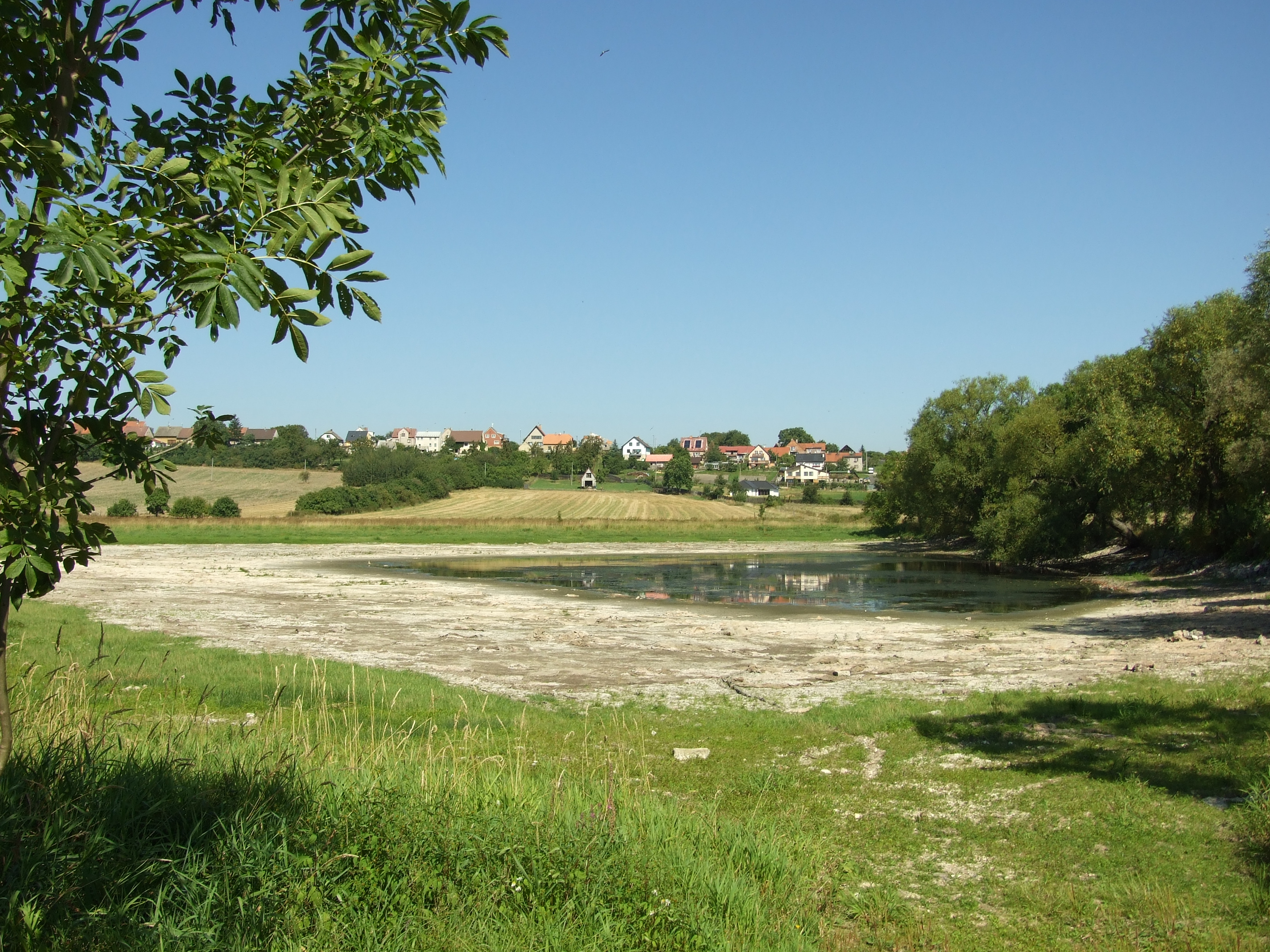
Ortsansicht

Mšecké Žehrovice befindet sich am Übergang vom Džbán (Krugwald) zur Slánská tabule (Schlaner Tafel) auf dem Gebiet des Naturparkes Džbán. Das Dorf liegt auf einer Anhöhe, die nördlich vom Bach Žehrovický potok und im Süden vom Novodvorský potok umflossen wird. Gegen Osten befindet sich das Tal der Loděnice. Am nördlichen Ortsausgang liegt der Teich Markův rybník, südlich des Dorfes der Malý dvorský rybník, Oborský rybník und der Soudný rybník. Südöstlich liegt der Tiergarten Libeň. Nordwestlich erhebt sich die Kopanina (466 m). Zwei Kilometer südlich des Ortes verläuft die Schnellstraße R6 / E 48, zu der keine direkte Anbindung besteht.
Nachbarorte sind Červený Mlýn, Bažantnice, Mšec, Háj und Ostrov im Norden, Lodenice und Drnek im Nordosten, Hradečno, Nová Studnice, Čelechovský Mlýn, Obora, Ovčín und Svinařov im Osten, Čelechovice, Honice und Stochov im Südosten, Vašírov, Rynholec und Pecínov im Süden, Nové Strašecí, Lipina und Třtická Lísa im Südwesten, Bucký Rybník und Třtice im Westen sowie Pilský Mlýn, Tok, Kalivody und Bdín im Nordwesten.

## Geschichte

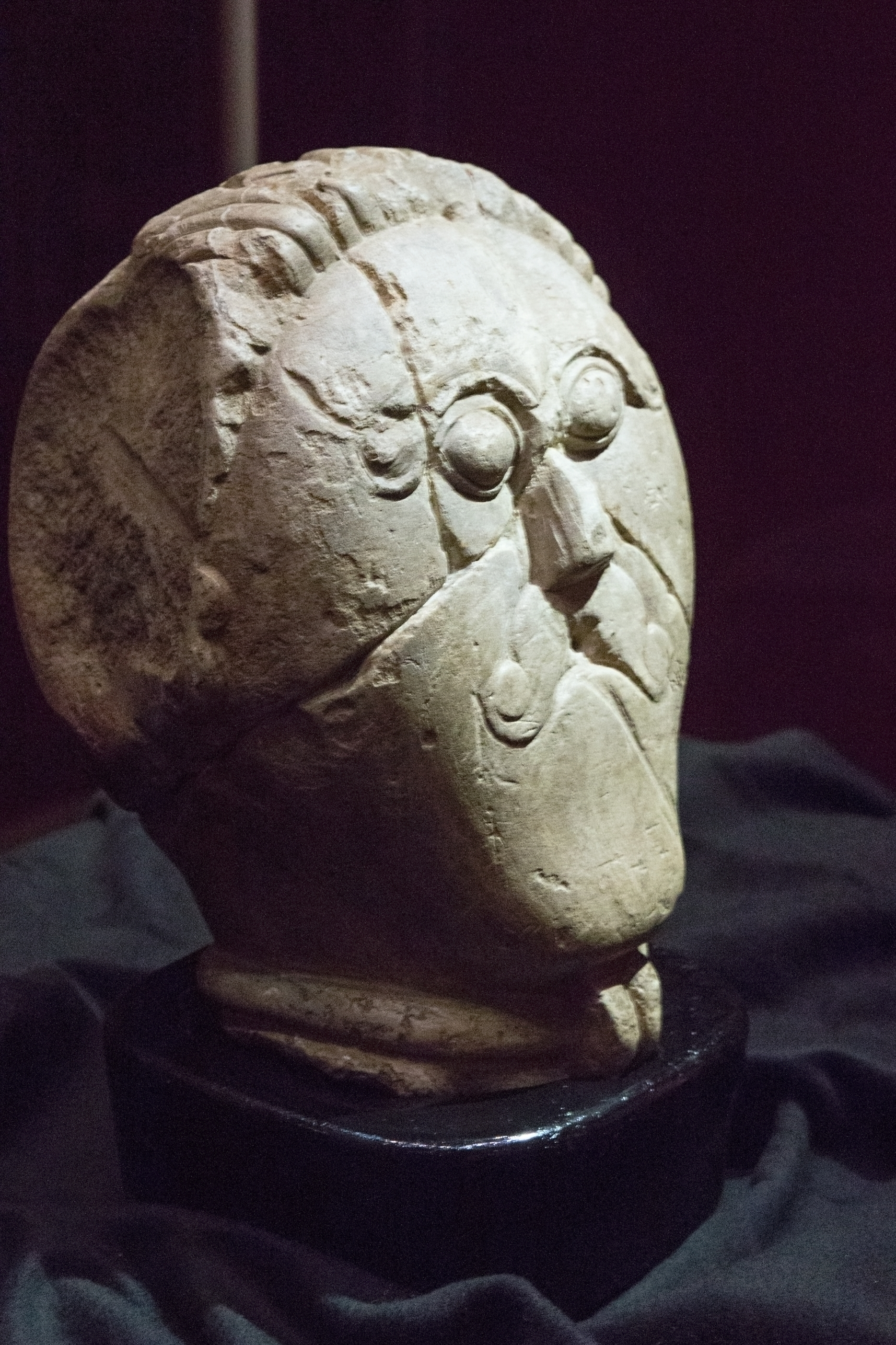
Steinkopf von Mšecké Žehrovice

Archäologische Funde belegen eine Besiedlung der Gegend seit der Steinzeit. Auf dem Hügel Libeň wurden altsteinzeitliche Feuersteinschaber sowie Werkzeuge aus der Jung- und Kupfersteinzeit gefunden, weitere Funde stammen aus der Flur Kaštance südlich des Červený rybník. In den Fluren Pod vsí südlich von Mšecké Žehrovice sowie Na vrchu westlich von Lodenice wurden Siedlungen der Knovízer Kultur entdeckt. Der Fund eines Lagers von Töpfen und Schüsseln aus der späten Hallstattzeit auf dem Libeň lässt vermuten, dass diese Grabbeigaben eines Begräbnisplatzes waren. Die bedeutendsten Funde stammen von der Latènekultur, dazu gehört insbesondere der 1943 entdeckte Steinkopf aus dem 3. Jahrhundert v. Chr. Reste einer aus mehreren rechteckigen Häusern mit eingetieften Boden und einer auf zwei Pfählen gegründeten Sattelkonstruktion bestehenden Siedlung sowie von Anlagen zum Eisenschmelzen, einer Schmiede und eine Werkstatt für Sapropelitreifen wurden gefunden. Außerdem wurden im Tiergarten Libeň Reste einer Viereckschanze mit einer Ausdehnung von 200 × 100 m freigelegt.
Die erste schriftliche Erwähnung von Žehrovice erfolgte im Jahre 1045, als Herzog Břetislav I. dem Kloster St. Margarethen in Břevnov einen Teil des Dorfes überließ. Nachdem zu Beginn des 13. Jahrhunderts der Verwalter des königlichen Anteils die Untertanen des klösterlichen Anteils zu unterwerfen versuchte, hatten diese Žehrovice verlassen und sich um den Klosterhof angesiedelt, wo das Dorf Lodenice entstand. König Ottokar I. Přemysl erteilte dem Kloster 1224 ein Schutzprivileg für den klösterlichen Teil von Žehrovice. Dieses war zugleich die letzte Erwähnung des klösterlichen Anteils.
Im 14. Jahrhundert erwarb Albrecht I. von Kolowrat das Gut Zehrowicz von Karl IV. Im Jahre 1361 wurden die Grenzen zwischen den Albrecht I. von Kolowrat gehörigen Gütern Mssec und Zehrowicz mit der königlichen Burgherrschaft Křivoklát in einem Grenzvertrag fixiert. Wenig später ließ Albrecht I. die Feste in Mssec unter dem neuen Namen Kornhauz erneuern und legte sich das Prädikat Kolowrat von Kornhauz (lat. Colowrat de Cornuss) zu. Ihm folgte sein gleichnamiger Sohn Albrecht II., der neben der ererbten Burg Zehrow zum Ende des 14. Jahrhunderts noch die Burgen Krassow und Libstein erwarb. Zu dieser Zeit bildeten sich mehrere Familienzweige der Herren von Kolowrat heraus; Albrecht II. war der Stammvater der Linie Kolowrat-Libštejnský, sein Bruder Mikeš, der Kornhauz besaß, begründete die Linie der Kolowrat-Kornhauzský. In der Mitte des 15. Jahrhunderts bildete sich durch weitere Erbteilung der Zweig Kolowrat-Žehrovský mit Sitz auf der Burg Žehrow, der auch das ehemalige Klostergut Lodenice erwarb. Zwischen 1445 und 1447 gehörte das Gut Žehrovice Heinrich Kolowrat-Žehrovský. Ihm folgte sein Sohn Johann, der von 1465 bis 1467 im Auftrag des Königs Georg von Podiebrad an der von Jaroslav Lev von Rosental geleiteten diplomatischen Mission durch Europa teilnahm. Johanns Sohn Mikesch Kolowrat-Žehrovský war Hauptmann des Schlaner Kreises und ab 1506 Burggraf von Karlstein. Er kaufte wenig später die niedergewirtschaftete Herrschaft Kornhauz für 7000 Schock Böhmische Groschen von Heinrich Kolowrat-Kornhauzský, verlegte seinen Sitz von Zehrow nach Kornhaus, vereinigte beide Güter und nannte sich fortan Kolowrat-Kornhauzský. Mit Mikesch Tod erlosch die Linie Kolowrat-Žehrovský; im Jahre 1510 fiel die vereinigte Herrschaft Kornhauz Georg Kolowrat-Bezdružický zu, ihm folgte 1528 dessen Witwe Elisabeth von Vitzthum. Danach gehörte die Herrschaft zwischen 1536 und 1538 Wenzel Budowecz von Budowa, ihm folgte Dietrich Kolowrat-Bezdružický († 1547). Am 12. Oktober 1548 erbte dessen Neffe, der Hauptmann der Prager Neustadt, Ludwig Kolowrat-Bezdružický die Herrschaft Kornhaus mit dem Schloss, dem Hof, der Brauerei, der Mälzerei und dem Städtchen Kornhaus, den Dörfern Milý, Srby, Lhota, Žehrovice, Třtice, Honice, Třebichovice, Hořešovice, Lodenice und Kačice, den Wäldern bei Žehrovice, elf Teichen sowie dem Recht auf die Einkünfte aus den verpfändeten Dörfern Bdín und Pozdeň.
Die seit 1506 dem Verfall überlassene Burg Zehrow wurde 1550 als wüstes Schloss mit einem Hof bezeichnet. Die Herren Kolowrat-Bezdružický verkauften in der Mitte des 16. Jahrhunderts mit Ausnahme des Städtchens Kornhaus fast die gesamte Herrschaft. Dabei erwarb Friedrich Mičan von Klinstein und Rostok das Gut Žehrovice. 1569 kaufte Mičan das Restgut Kornhaus für 5875 Schock böhmische Groschen von den Brüdern Jan und Zdislav Abdon Kolowrat-Bezdružický. Im Jahre 1586 kaufte der Hauptmann des Schlaner Kreises, Matthias Stampach von Stampach das Gut für 55.000 Schock meißnische Groschen und vergrößerte in den nachfolgenden Jahren zu Zukäufe stetig. Da Matthias von Stampach kinderlos blieb, fiel die Herrschaft 1615 seinem Neffen Jan Rejchart zu. Dieser gehörte während des Ständeaufstand von 1618 dem Direktorium der Stände an und war auf Schloss Kornhaus mehrfach Gastgeber für König Friedrich I. Nach der Schlacht am Weißen Berg wurde Jan Rejchart von Stampach zum Verlust der Hälfte seiner Güter verurteilt und die Herrschaft Kornhaus 1622 konfisziert. 1623 verpfändete die Hofkammer die Herrschaft zunächst an Elisabeth Popel von Lobkowicz. Im selben Jahre wurde Kornhaus gegen eine Schuld von 87.932 Schock Meißnischen Groschen an Wratislaw Reichsgraf von Fürstenberg, Heiligenberg und Werdenberg überschrieben, wobei sich Kaiser Ferdinand II. das Jagdrecht selbst vorbehielt. Jan Rejchart von Stampach, der nach dem Erlass der Verneuerten Landesordnung 1628 nach Annaberg emigriert war, kehrte 1631 mit einem kursächsischen Heer nach Böhmen zurück und bemächtigte sich seines früheren Besitzes. Er wurde wieder aus Böhmen vertrieben und verlor 1634 wegen seiner Invasion auch die ihn verbliebenen böhmischen Güter.

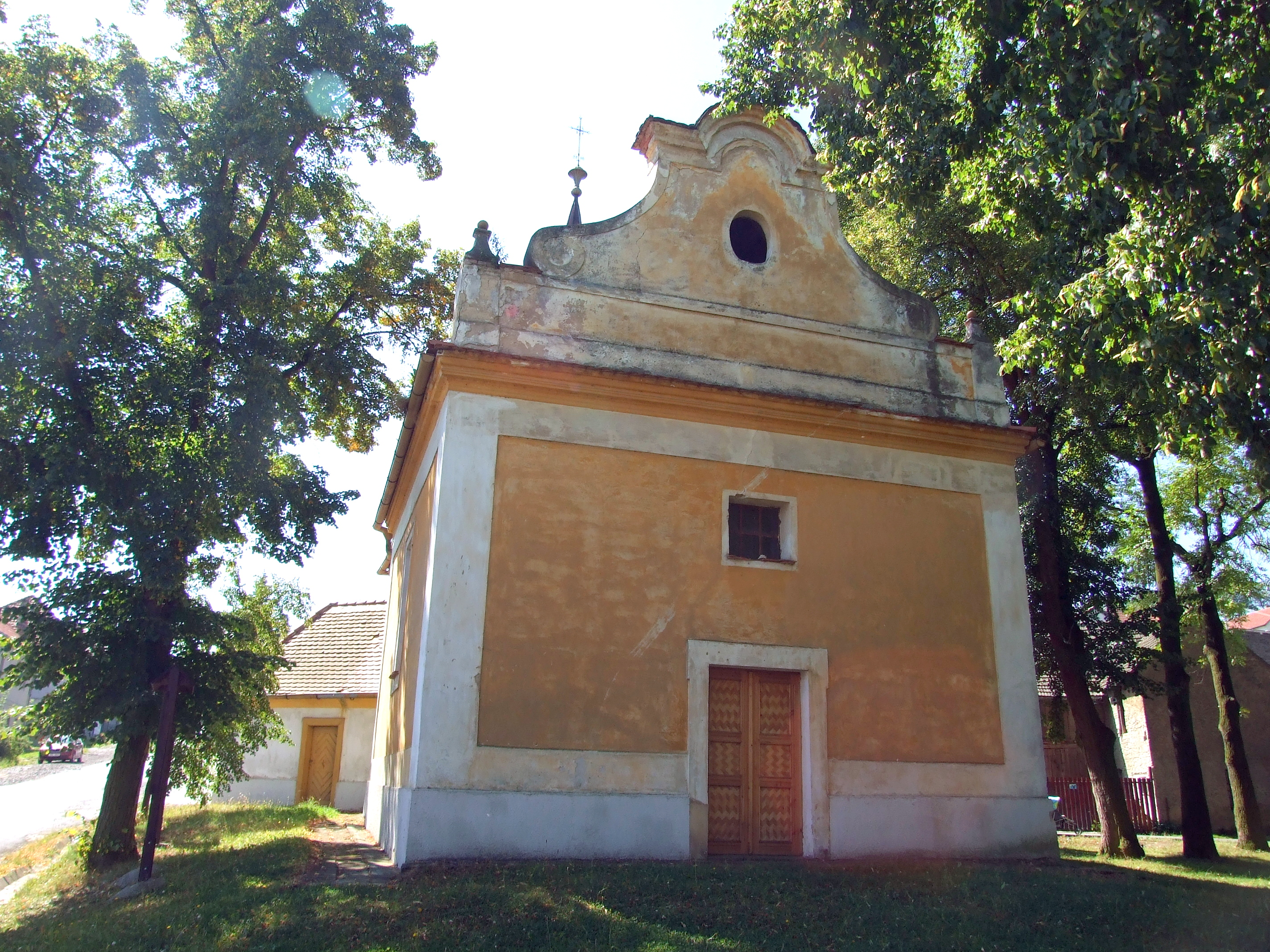
Kapelle des hl. Martin

Nach dem Tode Wratislaws von Fürstenberg erbte 1634 seine Witwe Lavinia Gonzaga von Novellara die Herrschaft. Nachdem diese in zweiter Ehe Otto Friedrich von Harrach geheiratet hatte, brach zwischen den Grafen von Fürstenberg und Otto Friedrich von Harrach ein Erbstreit aus. Bei dessen Beilegung wurde die Herrschaft Kornhaus 1639 den aus der Ehe mit Lavinia Gonzaga stammenden Kindern Wratislaws zugesprochen. Nachdem Franz Wratislaw von Fürstenberg 1641 im Alter von zehn Jahren verstorben war, fiel das Erbe seiner Schwester Marie Eleonore Katharina, verheiratete Reichsgräfin von Hohenems zu. Eleonore Katharina von Hohenems verkaufte 1662 die Herrschaft Kornhaus zusammen mit dem Fürstenbergischen Haus am Hradschin für 60.000 Gulden an Johann Adolph von Schwarzenberg. Seit 1667 werden in Kornhaus die Matrikeln geführt. Der Hauptmann der Herrschaft Kornhaus, Elias Heidelberger von Heidelberg, ließ 1681 für die Herrschaft Kornhaus ein Urbar anlegen; das 613-seitige in alttschechischer Sprache verfasste Verzeichnis befindet sich heute im Archiv auf Schloss Třeboň. 1683 erbte dessen Sohn Ferdinand zu Schwarzenberg die Herrschaft. 1703 erbte Adam Franz zu Schwarzenberg den Besitz; ihm folgte ab 1732 dessen Sohn Joseph I. zu Schwarzenberg, der die Herrschaft zum Familienfideikommiss erhob. 1774 wurde aus Geldern der Einwohner und der Gemeinde die Kapelle des hl. Martin errichtet. Nachfolgende Besitzer waren ab 1782 Johann I. zu Schwarzenberg, ab 1789 Joseph II. zu Schwarzenberg und ab 1833 dessen ältester Sohn und Fideikommisserbe Johann Adolf II. zu Schwarzenberg.
Im Jahre 1843 bestand Žehrowitz bzw. Scherowitz aus 58 Häusern mit 478 Einwohnern. Im Ort gab es die öffentliche Kapelle des hl. Martin, in der zweimal jährlich ein großer Gottesdienst abgehalten wurde, und einen obrigkeitlichen Meierhof. Abseits lagen ein obrigkeitlicher Hammelhof mit Wohnhaus sowie eine Wasenmeisterei. Pfarrort war Kornhaus. Bis zur Mitte des 19. Jahrhunderts blieb Žehrowitz der Fideikommissherrschaft Kornhaus mit Kaunowa untertänig.
Nach der Aufhebung der Patrimonialherrschaften bildete Žehrovice / Scherowitz ab 1850 eine Marktgemeinde im Bezirk Rakonitz und Gerichtsbezirk Neustraschitz. 1868 wurde Žehrovice dem Bezirk Schlan zugeordnet. Im selben Jahre wurde in Žehrovice eine gemeinschaftliche Schule für die Kinder aus Lodenice und Žehrovice eröffnet. Zur Unterscheidung von dem anderen Dorf Žehrovice, das im selben Bezirk lag, wurde der Gemeindename wenig später auf Mšecké Žehrovice / Kornhaus-Scherowitz erweitert. In der Sandgrube am Tiergarten Libeň wurde 1943 ein keltischer Steinkopf ausgegraben. 1949 wurde die Gemeinde dem Okres Nové Strašecí zugeordnet, seit dessen Aufhebung im Jahre 1960 gehört Mšecké Žehrovice zum Okres Rakovník. Am 1. April 1976 erfolgte die Eingemeindung von Lodenice. Nach der Schließung der Schule erfolgt seit 2001 der Unterricht in Mšec bzw. Nové Strašecí, das ehemalige Schulgebäude ist heute Sitz des Gemeindeamtes. Seit 2010 führt die Gemeinde ein Wappen und Banner. Mšecké Žehrovice ist ein Hopfenbauort.

## Gemeindegliederung
Die Gemeinde Mšecké Žehrovice besteht aus den Ortsteilen und Katastralbezirken Lodenice (Lodenitz) und Mšecké Žehrovice (Kornhaus Scherowitz). Zu Mšecké Žehrovice gehört außerdem die Einschicht Lipina.

## Sehenswürdigkeiten

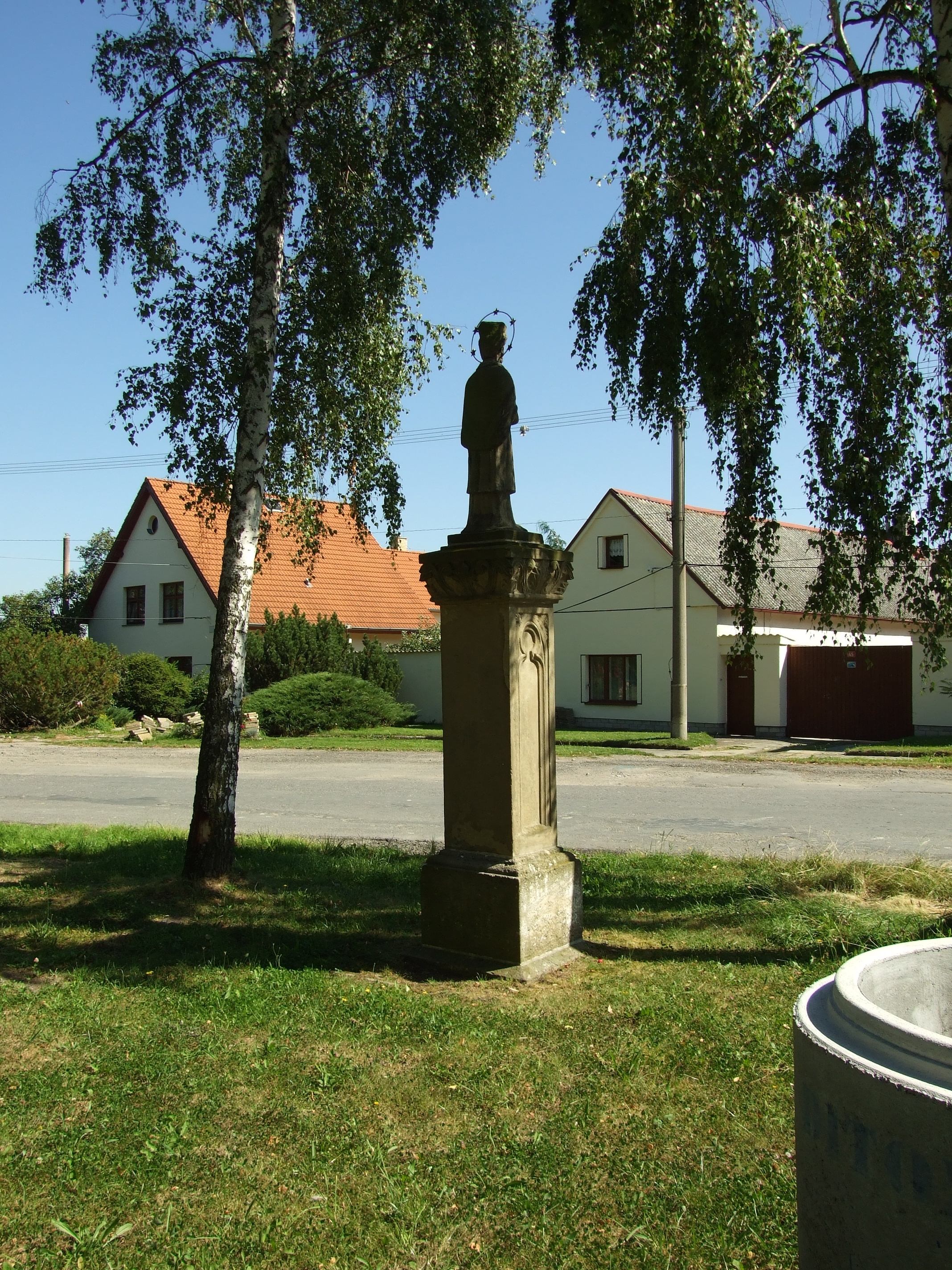
Statue des hl. Johannes von Nepomuk

- Kapelle des hl. Martin, der Barockbau entstand 1774. Im Jahre 1989 wurde sie auf der Grundlage des Gesetzes über das Kommunaleigentum an die Gemeinde rückübertragen. Die Glocke wurde im Zweiten Weltkrieg eingezogen und ging verloren.
- 400-jährige Buche Džbánský buk bzw. Žehrovický buk, nördlich des Dorfes, sie hat einen Stammumfang von 5,30 m und eine Höhe von 14 m ist seit 1978 als Baumdenkmal geschützt. Ihre mächtige Krone erreicht einen Durchmesser von 26 m.
- Naturreservat Louky v oboře Libeň, das ehemalige Weideland am Rande des Tiergarten wurde 1995 wegen seiner reichhaltigen Flora unter Schutz gestellt.
- Statue des hl. Johannes von Nepomuk, geschaffen 1886. Sie wurde 2004 für 80.000 Kronen saniert.
- Gedenkstein für T.G. Masaryk.
- Gedenkstein für die Gefallenen des Ersten Weltkrieges, enthüllt 1923.
- Burgstall Žehrov über dem Dorf am Platz Na baště. Erhalten ist nichts Sichtbares, er ist mit den Häusern Nr. 52 und 65 überbaut

## Sonstiges
Der Hauptgürtelasteroid (24837) Mšecké Žehrovice wurde nach der Gemeinde benannt.